# Film palestinesi proposti per l'Oscar al miglior film straniero
A partire dal 2004 alcuni film palestinesi sono stati proposti per la categoria miglior film straniero del Premio Oscar.
Finora, tra queste proposte, due film, entrambi di Hany Abu-Assad, sono rientrati nella cinquina finale, senza però riuscire a conquistare il premio.
| Anno | Film                                          | Regia                      | Risultato     |
| ---- | --------------------------------------------- | -------------------------- | ------------- |
| 2004 | Intervento divino (يد إلهية)                  | Elia Suleiman              | Non candidato |
| 2005 | La raccolta delle olive (موسم زيتون)          | Hanna Elias                | Non candidato |
| 2006 | Paradise Now (الجنّة الآن)                     | Hany Abu-Assad             | Candidato     |
| 2009 | Il sale di questo mare (ملح هذا البحر)        | Annemarie Jacir            | Non candidato |
| 2013 | Quando ti ho visto (لما شفتك)                 | Annemarie Jacir            | Non candidato |
| 2014 | Omar (عمر)                                    | Hany Abu-Assad             | Candidato     |
| 2015 | Eyes of a Thief (عيون الحراميه)               | Najwa Najjar               | Non candidato |
| 2016 | The Wanted 18                                 | Paul Cowan e Amer Shomali  | Non candidato |
| 2017 | The Idol (يا طير الطاير)                      | Hany Abu-Assad             | Non candidato |
| 2018 | Wajib - Invito al matrimonio (واجب)           | Annemarie Jacir            | Non candidato |
| 2019 | Ghost Hunting (إصطياد اشباح)                  | Raed Andoni                | Non candidato |
| 2020 | Il paradiso probabilmente (It Must Be Heaven) | Elia Suleiman              | Non candidato |
| 2021 | Gaza mon amour (غزة حبيبتي)                   | Tarzan Nasser, Arab Nasser | Non candidato |
| 2022 | The Stranger (الغريب)                         | Ameer Fakher Eldin         | Non candidato |
| 2023 | Mediterranean Fever (حمى البحر المتوسط)       | Maha Haj                   | Non candidato |
| 2024 | Bye Bye Tiberias (باي باي طبريا)              | Lina Soualem               | Non candidato |

| Non candidato  | Il film è stato proposto dalla Palestina, ma non è stato candidato dall'Academy of Motion Picture Arts and Sciences.       |
| Short-list     | Il film è entrato nella "short-list" stilata a gennaio dei nove candidati per l'Oscar al miglior film straniero            |
| Candidato      | Il film è entrato a far parte dei cinque candidati per l'Oscar al miglior film straniero.                                  |
| Vincitore      | Il film ha vinto l'Oscar al miglior film straniero.                                                                        |
| Oscar speciale | Il film ha vinto l'Oscar speciale assegnato tra il 1948 ed il 1956, periodo di tempo in cui non esisteva ancora il premio. |